# Kość promieniowa
Kość promieniowa (łac. radius) – jedna z kości długich w kończynie piersiowej (kończynie górnej), należąca do kości przedramienia. Koniec bliższy tworzy jej głowa, którą od trzonu oddziela szyjka. Koniec dalszy jest zgrubiały, czworoboczny, posiada skierowaną ku dołowi powierzchnię stawową nadgarstkową, po stronie przyśrodkowej wcięcie łokciowe, a po stronie bocznej krótki wyrostek rylcowaty (łac. processus styloideus). 
Na kości promieniowej można wyczuć obwód stawowy głowy, uciskając kość palcem w dołku promieniowym bocznym przedramienia. Jest on najlepiej widoczny przy nawróconej ręce. Aby wyczuć wyrostek rylcowaty kości promieniowej, postępuje się podobnie jak z kością łokciową, lecz odwodzi się rękę w stronę promieniową, a opuszkę palca wskazującego wkłada w głąb tabakierki anatomicznej. W położeniu nawróconym przedramienia jest dobrze wyczuwalna tylna powierzchnia trzonu kości promieniowej, zwłaszcza w dolnym odcinku.
Trzon kości promieniowej (łac. corpus radii) ma kształt trójgraniasty, wygięty nieco w kierunku bocznym. W części górnej jest on węższy, u dołu znacznie się poszerza.
W kości promieniowej wyróżniane są trzy brzegi: przedni, tylny i międzykostny (przyśrodkowy) oraz trzy powierzchnie: przednią, tylną (grzbietową) i boczną.
Brzeg przedni (łac. margo anterior) oddziela powierzchnię przednią od bocznej. U dołu, powyżej wyrostka rylcowatego, kończy się małym guzkiem, do którego przyczepia się ścięgno mięśnia ramienno-promieniowego. Brzeg tylny (łac. margo posterior) oddziela powierzchnię tylną od bocznej. U góry i u dołu jest słabo zaznaczony, natomiast wyraźnie w części środkowej. Brzeg międzykostny (łac. margo interosseus), czyli brzeg przyśrodkowy, jest zaokrąglony i niezbyt wyraźny w górnej części, zstępując staje się ostry i wystający, wreszcie w części dolnej rozdwaja się i kończy u przedniego oraz tylnego brzegu wcięcia łokciowego.
Powierzchnia przednia (łac. facies anterior) jest wklęsła w górnych trzech czwartych częściach i tam przyczepia się zginacz długi kciuka. Powierzchnia tylna (łac. facies posterior) jest wypukła i gładka w górnej trzeciej części, gdzie okrywa ją odwracacz przedramienia. Środkowa trzecia części jest wklęsła i tam ma swój przyczep odwodziciel długi kciuka u góry, prostownik krótki kciuka u dołu. Dolna trzecia część jest wypukła, szeroka i pokryta ścięgnami mięśni, które następnie biegną we własnych rowkach na końcu dalszym kości. Powierzchnia boczna (łac. facies lateralis) jest wypukła na całej swej długości. Do jej górnej połowy przyczepia się odwracacz przedramienia. 
Psy i świnia mają na powierzchni bocznej wcięcie łokciowe, służące zestawieniu z kością łokciową.